# Фёдор III Алексеевич
Фёдор III Алексе́евич (30 мая [9 июня] 1661, Москва — 27 апреля [7 мая] 1682, Москва) — Государь, Царь и Великий Князь всея Руси с 1676 года, из династии Романовых, сын царя Алексея Михайловича и царицы Марии Ильиничны, старший брат царей Ивана V (родной) и Петра I (единокровный) и родной младший брат царевны Софьи.

## Биография
Фёдор Алексеевич — третий сын царя Алексея Михайловича и царицы Марии Милославской. Был крещён во имя святого Феодора Стратилата 30 июня (10 июля) 1661 года в Верхоспасском соборе Московского Кремля. В марте 1669 года умерла его мать.
В 1669 году (в 8 лет) был одним из 14 кандидатов на королевских выборах в Речи Посполитой.

Воспитанием Фёдора (с 1661 года) занималась боярыня Анна Петровна Хитрово. В 1670 году к нему «во учители» был прикреплён посольский подьячий Памфил Белянинов, затем его сменил Симеон Полоцкий, прививший царевичу склонность ко всему европейскому. Был обучен польскому, древнегреческому языкам и латыни, разбирался в живописи и церковной музыке, имел «великое искусство в поэзии и изрядные вирши складывал»; обученный основам стихосложения, сделал стихотворный перевод псалмов для «Псалтири» Полоцкого. «… Царь Федор, слывший за великого любителя всяких наук, особенно математических…», — писал о нём историк В. О. Ключевский.

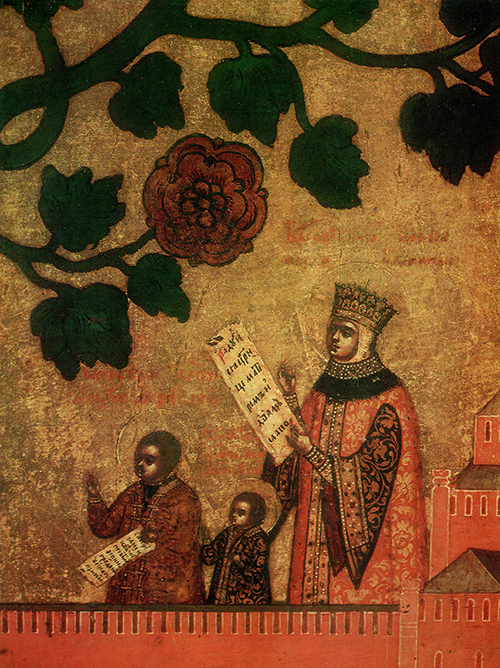
Мария Милославская с сыновьями Алексеем и Феодором. Деталь иконы Симона Ушакова «Похвала Богоматери Владимирской (Древо Московского государства)» (1668).

Стал престолонаследником после кончины старшего брата Алексея (1654—1670) (официально объявлен в этом статусе в сентябре 1675). Был очень слаб и болезнен, как и все сыновья Алексея Михайловича от Марии Милославской. Исследователи утверждают, что Фёдор был болен цингой. Признаком этой болезни было опухание ног, которым страдал царь.
Когда 29 января (8 февраля) 1676 года скончался царь Алексей Михайлович, придворные вошли в покои царевича, нарядили его в заранее подготовленные царские облачения и усадили на парадный трон в Грановитой палате. До самого утра следующего дня придворные, духовенство, военные и иные служилые люди присягали новому государю. В течение 10 дней по России рассылались крестоцеловальные грамоты.
При жизни отца историки не отмечали серьёзных конфликтов между придворными, но после вступления отца во второй брак им были обласканы родственники новой супруги, представителей рода Нарышкиных. Этим было заложено будущее противостояние между ними и родственниками первой жены, кланом Милославских.
Ещё 1 (11) сентября 1675 года всем было объявлено, что именно Фёдор Алексеевич назначен преемником царской власти. Несмотря на ту скорость, с которой был посажен на трон царевич, в Кремле имели место слухи, что первый министр Артамон Матвеев пытался посадить на трон малолетнего Петра. Пошли слухи, что умирающий царь Алексей Михайлович отдал право наследия Петру, так как Фёдор слаб здоровьем, а Иван слаб умом. Родственники не доверяли Матвееву, который возглавлял ещё и Аптекарский приказ и 1 (11) февраля 1676 года он был заменён на этой должности пользующимся доверием боярином Никитой Ивановичем Одоевским, который незамедлительно созвал консилиум из самых именитых медиков для проверки здоровья царя. К радости родственников, болезнь Фёдора оказалась не смертельной, и при соответствующим лечении не была помехой для управления государством и личной жизни.
Также как его отец и дед, вступил на царский престол в юношеском возрасте — в 15 лет (венчался на царство 18 (28) июня 1676 года).
«Божиею милостию Царь и Великий Князь всея Великия и Малыя и Белыя России, Самодержец Московский, Киевский, Владимирский, Новгородский, Царь Казанский, Царь Астраханский, Царь Сибирский, Государь Псковский и Великий князь Смоленский, Тверский, Югорский, Пермский, Вятцкий, Болгарский и иных, Государь и Великий князь Новагорода Низовския земли, Черниговский, Резанский, Ростовский, Ярославский, Белоозерский, Удорский, Обдорский, Кондинский и всея Северныя страны, Повелитель и Государь Иверские земли, Карталинских и Грузинских царей, и Кабардинские земли, Черкасских и Горских князей, и иных многих государств и земель, восточных, и западных, и северных отчич, и дедич, и наследник, и Государь и Обладатель».
В первые месяцы царствования тяжело болел и фактическими правителями государства были Артамон Матвеев, патриарх Иоаким и Иван Милославский. Однако уже к середине 1676 года царь взял власть в свои руки, после чего Артамон Матвеев был отправлен в ссылку. Бояре пытались уговорить царя выселить из Кремля царицу-мачеху, Наталью Кирилловну Нарышкину с сыном Петром, но рано повзрослевший царь не дал их в обиду. Братьев царицы-мачехи бояре голословно обвинили в попытке подготовки убийства Фёдора, Иван и Афанасий Нарышкины были приговорены к смертной казни, но прощены царём и отправлены в недалёкую ссылку. В 1677 году Боярская дума подготовила указ о строительстве хором для Натальи Кирилловны, Петра и Ивана в удалённом от царского дворца месте, но государь запретил даже упоминать об их выселении из дворца, а в 1679 году сам переехал в новые хоромы.

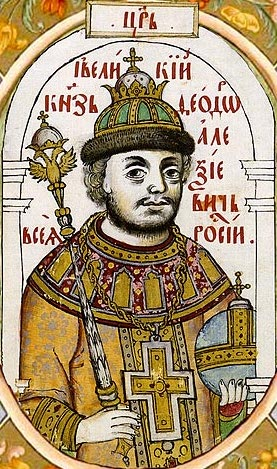
Портрет Фёдора из Титулярника 1690-х

При Фёдоре Алексеевиче не было ни регентов, ни правителей, ни фаворитов, фактически не было даже первого министра. Царь сам хранил царские печати и не желал их никому доверять. В управлении приказами принимали участие доверенные рода Милославских, Долгоруких, Хитрово, Голицыных и Одоевских. Важнейшие государственные решения принимала Боярская дума, которая собиралась в Кремле ежедневно. Об этом свидетельствуют царские указы о совершенствовании судебной системы России. Фёдор увеличил численный состав Думы с 66 до 99 членов, но полностью исключил раздачу чинов в связи с различными праздниками и событиями. Родственная близость играла последнюю роль в статусе бояр и дворян. В первую очередь стали цениться личные заслуги человека перед Отечеством и знатность его рода. В октябре 1680 года Дума была преобразована в Расправную палату, называвшуюся ещё Золотой по названию палаты, где она обычно заседала.
В 1678 году удалось продлить перемирие с Речью Посполитой, а благодаря активным переговорам в 1681 году был заключен мирный договор с Турцией и Крымом. Осенью 1678 года Фёдор Алексеевич приказал приступить к рекрутским сборам, которые увеличили численность солдатских полков. В 1679 году царь приказал начать запись дворян на регулярную полковую службу в действующие пограничные полки: Смоленский, Тобольский, Томский, Новгородский и другие. В том же году царь ввёл во всех этих городах воеводское и приказное управление. По военно-окружной реформе вся территория России соответственно была приспособлена к регулярной военной службе. Следующим шагом стало создание Табеля о рангах (не путать с Табелью о рангах при реформах Петра I), сводивших в единую стройную систему все чины государева двора, военных округов, дворцовых должностей и высшего гражданского аппарата. В ходе данной реформы царю удалось унифицировать оклады дипломатов только по званиям, без учёта придворных чинов.
Царь интересовался европейской политикой. На заседаниях Боярской думы ему и боярам зачитывали составленные в Посольском приказе обзоры западной печати (куранты). Увлекался музыкой и пением. К свадьбе царя Фёдора и Агафьи Грушецкой Симеон Полоцкий и новый придворный пиит и ученик Симеона, монах Сильвестр Медведев, сложили широковещательные оды на это «великое и радостное для всей земли Русской торжество».
Продолжались репрессии против старообрядцев, в частности, в апреле 1682 года был сожжён вместе с ближайшими сподвижниками протопоп Аввакум, по преданию, предсказавший близкую смерть царю. Царский план реформирования Русской церкви был отвергнут церковным Собором 1681—1682 года.
Под влиянием его первой жены, Агафьи Грушецкой, придворный быт значительно изменился: молодые бояре начали брить бороды, с октября 1680 года при дворе было запрещено появляться в традиционных охабнях, чекменях, короткополых кафтанах и однорядках. Тяга к западному по причинам, изложенным выше, принимала форму полонофилии: придворные осваивали польские обычаи, начали носить кунтуши, ферязи, стричь волосы по-польски и учиться польскому языку.

## Реформы
Короткое царствование Фёдора Алексеевича было ознаменовано важными акциями и реформами.
В феврале-марте 1676 года по его указу был ликвидирован приказ тайных дел, а в 1677 году — монастырский приказ.
В 1678 году проведена общая перепись податного населения.
В 1679 году повсеместно введено подворное обложение прямыми налогами. Вместо многочисленных налогов стал собираться один Стрелецкий, причём все прошлогодние долги были по указу царя забыты, а сумма налога уменьшена. Там, где налог платили хлебом, царь велел изготовить единую медную меру с печатью. Все налоги было приказано сдавать в Стрелецкий приказ, во главе которого встал доверенный человек царя князь Юрий Долгоруков.
В 1680 году была сделана попытка смягчить существующие уголовные наказания, в частности, было отменено отрубание рук за воровство.

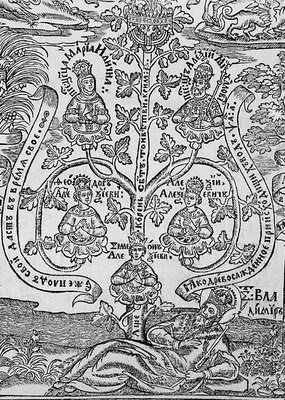
Гравюра „Род правых благословится“ из книги Лазаря Барановича „Меч духовный“, 1666 г., в цветочных чашечках изображены царь Алексей Михайлович, царица Мария Ильинична и трое их сыновей

Будучи широко образованным человеком, в апреле 1681 года царь Фёдор Алексеевич стал одним из создателей греко-славянского Типографского училища при Заиконоспасском монастыре — предтечи Славяно-греко-латинской академии.
В царствование Фёдора Алексеевича весь Кремлёвский дворцовый комплекс, включая соборы и церкви, был перестроен. Здания теперь соединялись между собой галереями и переходами, были украшены резными крыльцами. 23 октября 1681 года был издан указ о поощрении каменного строительства в Москве, в том же году была создана первая общая система канализации Кремля, где также были устроены проточный пруд и множество висячих садов с уютными беседками. В самой столице выстроены десятки каменных зданий, пятиглавые церкви в Котельниках и на Пресне построены при самом деятельном участии государя.
В 1681 году вес московской серебряной копейки был уменьшен с 0,45 до 0,4 грамма.
В 1682 году, по просьбе выборных людей, царь своим указом произвёл отмену местничества, обещав создать кодекс родословных книг по степеням знатности. Разрядные книги были сожжены.

## Военные кампании
Продолжилось строительство засечных черт и начато строительство Инсарско-Пензенской, Пензенско-Сызранской и Изюмской черт. К 1681 году строительство новой засечной черты южнее Белгородской линии укреплений завершилось, отодвинув границу на 150—200 километров к югу, что позволило прирастить более 30 000 квадратных километров безопасных и плодородных земель. Раздав эти земли служилым людям, уже через год страна получила значительный приток товарного зерна.
В 1676 продолжилась начатая при Алексее Михайловиче война на Правобережной Украине с гетманом Петром Дорошенко.
По указу царя в короткий срок была проведена военно-окружная реформа. Это было связано с войной, которую начал с Османской империей и союзным с ним Крымским ханством ещё его отец, рассчитывая на укрепление оборонительной позиций. Государь лично изучил все документы о русско-турецких отношениях, начиная с 1613 года. Результатом этого стала уверенность в необходимости «разорить и не держать Чигирин», но царь был не понят, не поддержан и оборона Чигирина в 1678 году продолжена.
В 1681 году война была окончена и заключён Бахчисарайский мир, по которому Турция признавала за Россией Левобережную Украину и Киев, полученный по договору с Польшей 1678 года, в обмен на Невель, Себеж и Велиж.
В 1679—1680 годах был проведён «разбор» (оценка численности, вооружения и боеспособности) всех воинских сил России.
В ноябре 1681 года указом царя была создана группа князя Василия Голицына (получившая впоследствии название «приказ Ратных дел», а затем «Ответная палата») с целью подготовки большой реформы армии, включая ликвидацию местничества (отменено 19 января 1682 года). Получили новое развитие «полки иноземного строя».

## Два брака
По совету своих любимцев, Языкова и Лихачёва, царь взял себе в жёны 18 июля 1680 года дочь смоленского дворянина, польку Агафью Грушецкую (в которую он влюбился с первого взгляда, встретив её на улице), что привело к ослаблению позиций Милославских и усилению Долгоруких и Хитрово. Единственный сын царя, наследник престола Илья Фёдорович, родился 11 (21) июля 1681 года и скончался на десятый день жизни. Царица Агафья умерла уже на третий день после родов, 14 (24) июля 1681 года, от родовой горячки. Это стало большим ударом по здоровью царя.
Второй брак был заключён 15 февраля 1682 года с Марфой Матвеевной Апраксиной, сестрой будущего сподвижника Петра I адмирала Фёдора Апраксина. Детей от этого брака, продлившегося чуть более двух месяцев, у царя не было.

## Кончина царя и престолонаследие
Царь слёг в конце февраля 1682 года, но даже больной не переставал управлять государством и принимал важные решения. Знатные бояре, предвидя скорую кончину государя, готовили переворот, желая посадить на трон царевича Петра Алексеевича. Заговор возглавил патриарх Иоаким. В последние дни царя вокруг Москвы начались волнения в стрелецких полках, недовольных произволом полковников. Царь мог бы остановить это, но скончался 27 апреля (7 мая) 1682 года в возрасте 20 лет, не сделав распоряжения относительно престолонаследия. Вероятно, причиной смерти была цинга или общее ослабление здоровья.

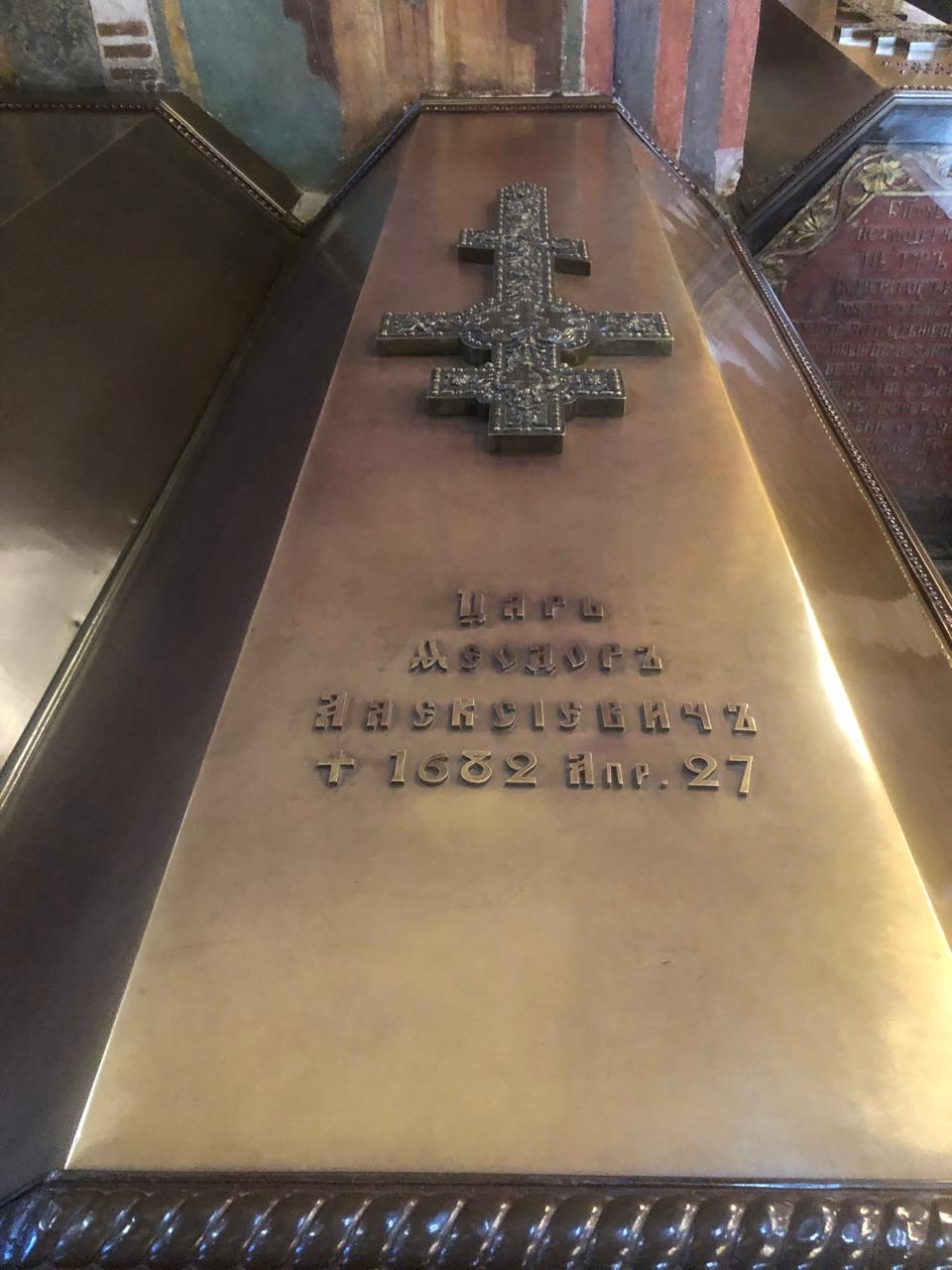
Надгробие в Архангельском соборе Московского Кремля

Похоронен 28 апреля в Архангельском соборе Московского Кремля.

Вопрос о престолонаследии вызвал продолжение стрелецкого бунта и народных волнений, разрешившиеся решением о венчании на царство одновременно двух царей — малолетних братьев Фёдора — Ивана и Петра, при регентстве их старшей сестры Софьи Алексеевны.

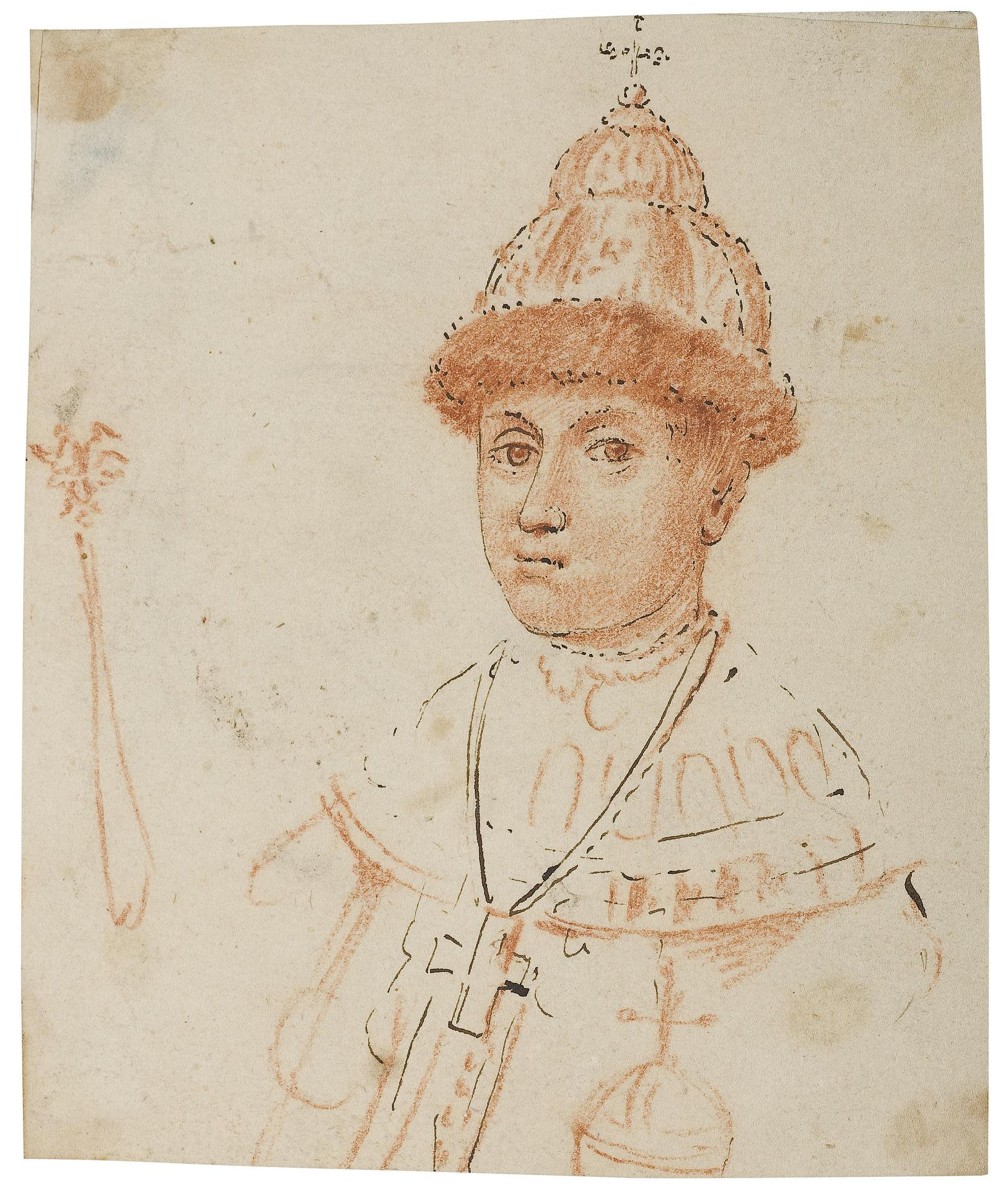
Портрет царя 1676 г. кисти Адриана Схоонебека и Питера Пикарта
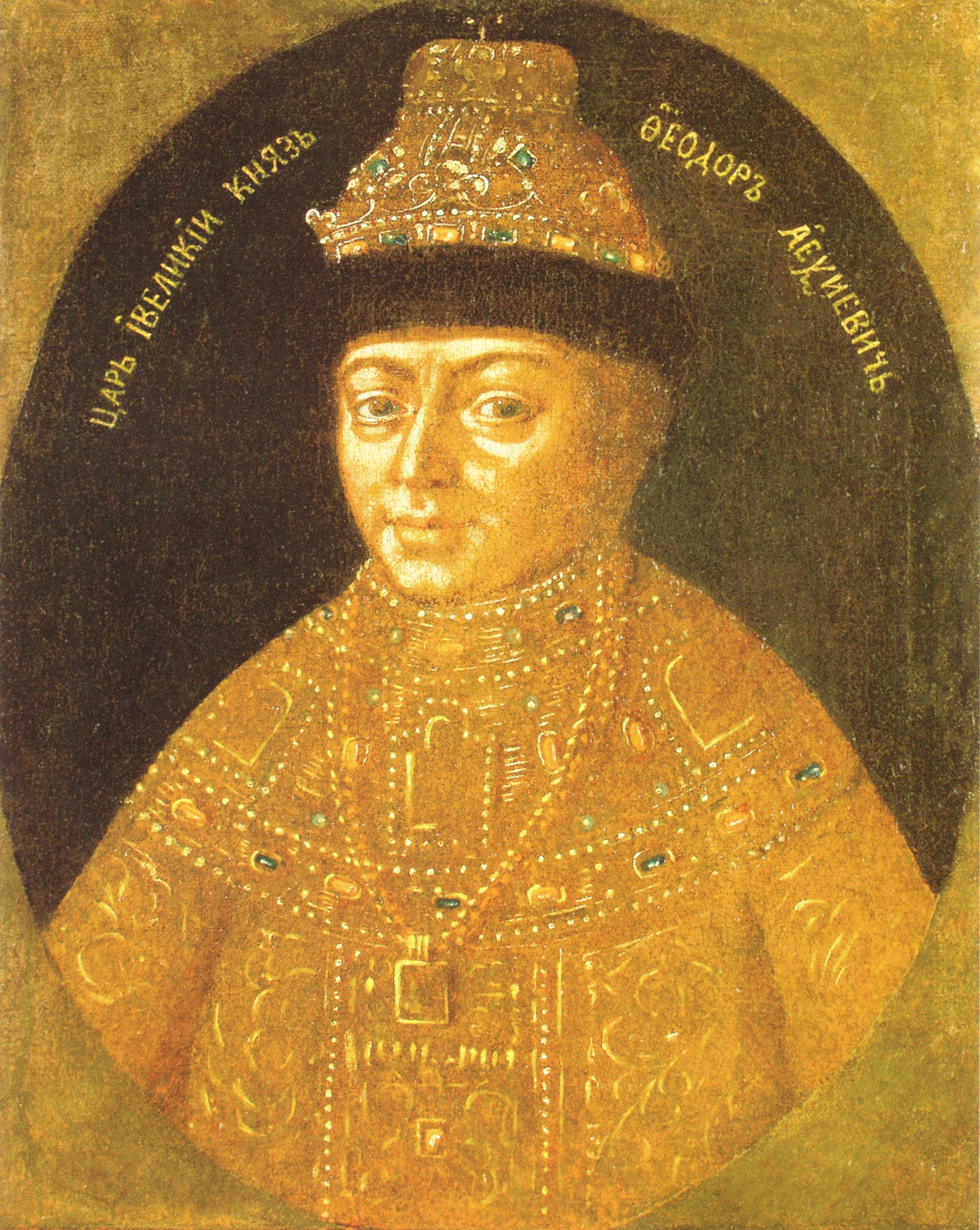
Портрет Фёдора ок. 1680 г.
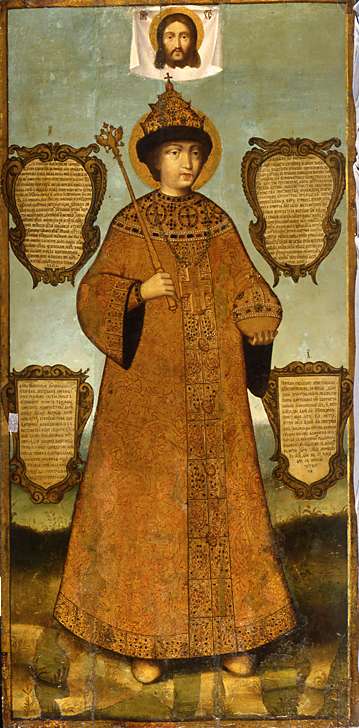
Царь Фёдор Алексеевич перед образом Спаса Нерукотворного. 1686 год. Иван Салтанов, Ерофей Елин, Лука Смолянинов

## Кинематограф
- Егор Лучишкин (ребёнок), Иван Соловьёв (взрослый) — «Раскол», (2011)
- Константин Шелягин — «Романовы. Фильм Второй» (2013).